# Мокроуське
Мокроу́ське (рос. Мокроусское) — село у складі Горноуральського міського округу Свердловської області.
Населення — 166 осіб (2010, 209 у 2002).
Національний склад станом на 2002 рік: росіяни — 93 %.